# Triplemanía VII
Triplemanía VII fue la edición número 7 de Triplemanía, evento de pago por visión de lucha libre profesional producido por la empresa mexicana Asistencia Asesoría y Administración. El evento se realizó el 11 de junio de 1999 desde el Centro de Convenciones en Ciudad Madero, Tamaulipas.
Esta edición fue la primera en ser realizada en el Centro de Convenciones de Ciudad Madero, Tamaulipas.
También fue la sexta sede en ser en otro estado diferente.

## Resultados
- Los Spay Boy Randy Boy, Rainmon, Rino y Ray derrotaron a Los Payasos Coco Rojo, Coco Negro, Coco Azul y Coco Rosa
  - Randy Boy le aplica una hurracarana a Coco Rojo
- Los Vatos Locos Picudo, May Flower, Nigma y Silver Cat y Los Viper's Psicosis, Histeria, Maniaco y El Mosco de la Merced terminaron en empate en un Extreme Rules Match
  - Los réferi dieron cuenta de 20, por estar afuera los luchadores
- Latin Lover, Máscara Sagrada, Alebrije (con cuije) y Spac Ryder derrotaron a El Cibernético, Electroshock, Abismo Negro y a Espectro jr, por medio de la descalificación
  - Los Viper's intervinieron en plena lucha, por lo cual el réferi descalificó a los rudos
- Pentagon (con Abismo Negro) derrotó a Xochitl Hamada (con Miss Janeth), por medio de descalificación
  - Pentagon actuó como si Xochitl le hubiera aplicado un "Foul", al ver esta acción el referee intento darle la victoria a los rudos; pero Xóchitl al ver esto se enojó y empujó al referee por lo cual fue descalificada
- Team Pepe Tropicasas Heavy Metal y El Felino (con Pepe Tropicasas) derrotaron al Team Tirantes Kick Boxer y Thai Boxer (con el Tirantes) en una lucha de apuesta Cabellera vs Cabellera
  - Heavy Metal cubrió a Kick Boxer con una "Casita", por ello el Tirantes se rapo
  - Durante la lucha el Tirantes esposo al Felino ayudando a su equipo
  - Pepe Tropicasas le quitó las esposas al Felino y esposo al Tirantes en una esquina
  - Thai Boxer golpeo accidentalmente al réferi en turno, por lo cual tuvo que llegar otro réferi (el hijo del Tirantes)
  - Esta lucha es una revancha de la lucha pactada en Triplemanía VI
- El Perro Aguayo, Octagon y Cobarde derrotaron a El Hijo del Perro Aguayo, Sangre Chicana y El Tejano
  - Durante la lucha el Cobarde traicionó a sus compañeros
  - El Perro Aguyo le aplicó una "Lanza" a Sangre Chicana

## Comentaristas
- Andrés Maroñas Escobar
- Jesús Zúñiga

- Datos: Q7843566